# Вилер-бай-Утценсторф
Вилер-бай-Утценсторф (нем. Wiler bei Utzenstorf) — коммуна в Швейцарии, в кантоне Берн.
До 2009 года входила в состав округа Фраубруннен, с 2010 года — в округ Эмменталь. Население составляет 797 человек (на 31 декабря 2006 года). Официальный код — 0554.